# والتسباختال
والتسباختال (به آلمانی: Walzbachtal) یک شهر در آلمان است که در کارلسروهه واقع شده‌است. والتسباختال ۹٬۰۴۲ نفر جمعیت دارد.